# Ломустин

Ломусти́н, також відомий як белусти́н і CCNU (ССНУ, Ломустин) — цитостатичний хіміотерапевтичний протипухлинний лікарський засіб алкілюючого типу дії. Похідне нітрозосечовини.

## Фармакологічна дія
Ломустин — протипухлинний препарат алкілюючої дії з групи нітрозосечовини. Механізм дії полягає в алкилюванні ДНК і РНК. Інгібування синтезу ДНК обумовлено карбамоілірованіем ДНК-полімерази та інших ферментів репарації ДНК, і пошкодженням ДНК-матриці. Препарат може також гальмувати ключові ферментативні процеси шляхом зміни структури і функції багатьох білків і ферментів. Ломустин діє в пізній фазі GI і ранній S-фазі клітинного циклу. Найбільш високу чутливість до ломустину спостерігають у клітин у стаціонарній фазі росту (фактор, що визначає активність при солідних пухлинах з низьким проліферативним пулом).

## Фармакокінетика
Після прийому внутрішньо швидко і практично повністю всмоктується з шлунково-кишковому тракті. Cmax препарату в плазмі крові досягаються через 1-4 год. Зв'язок з білками плазми — 50 %. Проникає через гематоенцефалічний бар'єр і в грудне молоко. У спинномозковій рідині визначається більше 50 % від концентрації в плазмі крові.
Метаболізується в печінці з утворенням активних метаболітів (оксіметілдіазонія й ізоціаната). Оксіметілдіазоній іонізується і перетворюється на іон метілдіазонія, який трансформується в більш стійку таутомерну форму (діазометан), або розпадається на метілкарбоніевий іон і азот. Т1/2 активних метаболітів коливається в межах від 16 до 48 год. Виводиться переважно нирками у вигляді метаболітів, менше 5 % — через кишечник.

## Показання до застосування
Ломустин застосовується в монотерапії та комбінованій терапії первинних і метастатичних пухлин мозку після хірургічного лікування та/або променевої терапії, при лікуванні Лімфогранулематоза (хвороби Ходжкіна) як терапія другої лінії, при раку шлунку і кишечника, дрібноклітинному раку легені, раку нирки, множинній мієломі, злоякісній меланомі.

## Дозування
Ломустин слід приймати всередину ввечері, перед сном або через 3 години після прийому їжі. Рекомендована доза ломустину у дорослих і дітей становить 130 мг/м2 при одноразовому прийомі всередину кожні 6 тижнів.
У хворих зі зниженою функцією кісткового мозку дозу можна знизити до 100 мг/м2 при збереженні шеститижневого інтервалу між прийомами. У разі комбінованої терапії препарат застосовується в дозі 70-100 мг/м2. Повторні курси не слід призначати при кількості тромбоцитів менше 100 000/мкл і лейкоцитів менше 4000/мкл. Сумарна доза за всі курси лікування не повинна перевищувати 1000 мг / м2. Подальші дози препарату повинні підбиратися залежно від гематологічного відповіді хворого на попередню дозу.

## Побічна дія
З боку органів кровотворення: тромбоцитопенія розвивається через 4 тижні, лейкопенія через 5-6 тижнів після застосування препарату і може тривати 1-2 тижні. Звичайно тромбоцитопенія більш тяжка, ніж лейкопенія. Рідше спостерігається анемія і гранулоцитопенія.
Ломустин може спричинювати кумулятивну мієлосупресію, причому після прийому повторних доз може відзначатися більш виражене пригнічення кісткового мозку, або ж тривалість мієлосупресії може бути більшою.
З боку органів травлення: нудота і блювання (через 3-6 годин після прийому ломустина, зазвичай тривають до 24 год), анорексія. Частота і тривалість цих побічних ефектів можуть бути знижені за рахунок профілактичного застосування протиблювотних препаратів, а також шляхом призначення ломустина хворим натщесерце. Рідко — діарея, стоматит, підвищення активності печінкових ферментів та концентрації білірубіну.
З боку органів дихання: рідко — кашель, дихальна недостатність, супутні появи інфільтратів і / або фіброзу легень (зазначалося через 6 міс або через більш тривалі терміни після початку лікування при сумарних дозах препарату більше 1100мг / м2. Повідомлялося про один випадок легеневої токсичності при кумулятивній дозі 600 мг / м2).
З боку нервової системи: дезорієнтація, летаргія, атаксія, розлад артикуляції, підвищена стомлюваність.
З боку сечовидільної системи: затримка сечі, набряки стоп або нижніх кінцівок, азотемія, зменшення розмірів нирок (зазвичай при високих кумулятивних дозах препарату в умовах тривалого лікування ломустином та іншими препаратами нітрозосечовини).
З боку репродуктивної системи: азооспермія (у деяких випадках незворотна), аменорея.
Інші: рідко — алопеція, необоротне ураження зорових нервів, що приводить до сліпоти (при поєднанні з променевою терапією головного мозку). Повідомлялося про гострі лейкеміях і дисплазіях кісткового мозку в результаті лікування препаратами нітрозосечовини.

## Протипоказання до застосування
- Підвищена чутливість до ломустину, інших похідних нітрозосечовини або складових частин препарату;
- Вагітність і період годування груддю.
- З обережністю:
  - мієлосупресія (у тому числі на тлі супутньої променевої або хіміотерапії, інтоксикації);
  - вітряна віспа (в тому числі недавно перенесена або після контакту з хворими),
  - оперізуючий герпес та інші гострі інфекційні захворювання вірусної, грибкової або бактеріальної природи;
  - кахексія, інтоксикації, ниркова та / або печінкова недостатність, дихальна недостатність, лікування цитостатиками та променева терапія в анамнезі.

### Застосування при вагітності та годуванні груддю
Протипоказаний при вагітності та в період годування груддю.

### Застосування при порушеннях функції печінки
З обережністю: печінкова недостатність.

### Застосування при порушеннях функції нирок
З обережністю: ниркова недостатність.

## Особливі вказівки
Ломустин повинен застосовуватися під наглядом лікарів, які мають досвід роботи з протипухлинними препаратами.
Необхідний систематичний (не рідше раза на тиждень) контроль картини периферичної крові під час терапії та протягом 6 тижнів після закінчення лікування, а також періодичний контроль лабораторних показників функції печінки і нирок.
На тлі тромбоцитопенії та лейкопенії в ослаблених хворих можуть виникати кровотечі і важкі інфекції.
До початку терапії і в процесі лікування слід оцінювати функцію легень. Пацієнти із спочатку зниженою життєвою ємністю легень більш чутливі до легеневої токсичності ломустина. Не рекомендується застосування препарату частіше, ніж раз на 6 тижнів. Чоловікам і жінкам репродуктивного віку слід під час лікування і, як мінімум, протягом 6 місяців після, застосовувати надійні методи контрацепції.
Не відкривати капсули (порошок володіє подразнюючою дією), уникати потрапляння порошку на шкіру та слизові оболонки.

## Передозування
При передозуванні слід очікувати посилення вираженості побічних ефектів — пригнічення кістковомозкового кровотворення, порушень з боку ШКТ і погіршення функції печінки, і неврологічних розладів. Протиотрута не відома. Лікування симптоматичне.

## Лікарська взаємодія
Лікарські засоби, що викликають міелосупрессию, а також інші цитостатики і променева терапія можуть посилювати лейкопенію і тромбоцитопенію, викликані ломустином. Одночасне застосування ломустина з амфотерицином В підвищує ризик нефротоксичної дії, зниження артеріального тиску крові і бронхоспазма.
Описаний випадок істотного посилення лейкопенії і нейтропенії при спільному застосуванні ломустина та циметидину.
Посилення токсичності може спостерігатися при одночасному прийомі Ломустін і теофіліну. Фенобарбітал, який активує ферменти, може посилювати метаболізм ломустина. У пацієнтів, які отримують ломустін, може наступити ослаблення захисних механізмів організму, що може викликати зниження утворення антитіл при введенні противірусних вакцин. Такий стан триває від трьох місяців до року після проведення останнього курсу хіміотерапії. Особливу обережність слід дотримуватись у разі застосування вакцин, що містять живі віруси.

## Умови відпустки з аптек
За рецептом.

## Умови та термін зберігання
Зберігати при температурі не вище 25 °C в недоступному для дітей місці.
Термін придатності — 3 роки. Не використовувати після закінчення терміну придатності, зазначеного на упаковці.